# Bernhard Noeldechen
Bernhard Noeldechen (* 8. August 1848 in Hannover; † 12. Februar 1919 in Braunschweig) war ein deutscher Opernsänger (Bass) und Kammersänger. Er war von 1875 bis 1915 am Braunschweiger Hoftheater tätig.

## Leben
Der Sohn eines Kreisgerichtsdirektors in Langensalza studierte Medizin in Leipzig, Greifswald, Göttingen und Breslau. Er nahm bereits während der Studienzeit Gesangsunterricht und debütierte als Commendatore im Don Giovanni am Breslauer Stadttheater. Er brach sein Medizinstudium ab und setzte seine Gesangsausbildung bei Johann Baptist Pischek in Stuttgart und Francesco Lamperti in Mailand fort. Noeldechen war 1869 am Stadttheater Ulm engagiert. Er nahm am Deutsch-Französischen Krieg 1870/71 teil und war nach seiner Rückkehr kurze Zeit am Theater in Königsberg tätig. Von 1872 bis 1874 war er erster Bassist am Lübecker Stadttheater, bevor er 1874/75 ein Engagement in Stettin wahrnahm. Dort sah ihn der Braunschweiger Hofkapellmeister Franz Abt, der ihn an das dortige Hoftheater holte. Dort debütierte er am 6. Mai 1875 als „Bertram“ in Robert der Teufel. Noeldechen wirkte in Opern von Meyerbeer, Gounod, Bizet, Smetana, Wagner, Beethoven und Mozart mit, wobei der Mephisto in Gounods Faust zu seinen Hauptrollen zählte. Gastspiele führten ihn nach London, Karlsruhe, München, Berlin, Leipzig und Bremen. Am 10. Mai 1915 beging Noeldechen seine 40-jährige Zugehörigkeit zum Braunschweiger Hoftheater.